# Eerste klasse 2003-04 (basketbal België)
Het seizoen 2003-2004 was de 57e editie van de hoogste basketbalcompetitie.
BC Tournai-Estaimpius  kreeg geen licentie om in eerste klasse te starten, bijgevolg bevatte de eerste klasse dit seizoen slechts 10 ploegen. 
Het competitieformat werd aangepast, men koos voor een reguliere competitie van 36 speeldagen waarbij elk team elkaar 4 maal ontmoette, daarna volgen de play-offs met 4 ploegen, de playdowns werd afgeschaft. Spirou Charleroi behaalde een zesde landstitel, er was geen stijger vermits INS Wilsele de promotie niet kon afdwingen via de playdowns

## Fusie
Vastiau Basket Leuven en INS Basket Wilsele fuseerden tot Vastiau Basket Groot Leuven

## Naamswijziging
R. Go Pass Pepinster werd RBC Go Pass Verviers-Pepinster

## Eindstand
|  |    |                                | P  | W  | V  | G | Ptn |
|  | -- | ------------------------------ | -- | -- | -- | - | --- |
|  | 1  | Spirou Charleroi               | 36 | 32 | 4  | 0 | 68  |
|  | 2  | RBC Go Pass Verviers-Pepinster | 36 | 25 | 11 | 0 | 61  |
|  | 3  | Euphony Liège BC               | 36 | 24 | 12 | 0 | 60  |
|  | 4  | Telindus BC Oostende           | 36 | 24 | 12 | 0 | 60  |
|  | 5  | Dexia Mons-Hanaut              | 36 | 24 | 12 | 0 | 60  |
|  | 6  | Quatro Bree                    | 36 | 14 | 22 | 0 | 50  |
|  | 7  | RB Antwerpen                   | 36 | 14 | 22 | 0 | 50  |
|  | 8  | Eurolines Vilvoorde            | 36 | 9  | 27 | 0 | 45  |
|  | 9  | Vastiau Basket Groot Leuven    | 36 | 7  | 29 | 0 | 43  |
|  | 10 | BT Power Wevelgem              | 36 | 7  | 29 | 0 | 43  |

1928 · 1929 · 1930 · 1931 · 1932 · 1933 · 1934 · 1935 · 1936 · 1937 · 1938 · 1939 · 1940 · 1941 · 1942 · 1943 · 1944 · 1945 · 1946 · 1947 · 1948 · 1949 · 1950 · 1951 · 1952 · 1953 · 1954 · 1955 · 1956 · 1957 · 1958 · 1959 · 1960 · 1961 · 1962 · 1963 · 1964 · 1965 · 1966 · 1967 · 1968 · 1969 · 1970 · 1971 · 1972 · 1973 · 1974 · 1975 · 1976 · 1977 · 1978 · 1979 · 1980 · 1981 · 1982 · 1983 · 1984 · 1985 · 1986 · 1987 · 1988 · 1989 · 1990 · 1991 · 1992 · 1993 · 1994 · 1995 · 1996 · 1997 · 1998 · 1999 · 2000 · 2001 · 2002 · 2003 · 2004 · 2005 · 2006 · 2007 · 2008 · 2009 · 2010 · 2011 · 2012 · 2013 · 2014 · 2015 · 2016 · 2017 · 2018 · 2019 · 2020 · 2021